# Seacht’n
Die Seacht’n (sprich: Sechten) ist eine Teichlandschaft in der oberbayerischen Gemeinde Andechs zwischen den Dörfern Erling und Machtlfing im Fünfseenland. Sie ist der Überrest eines größeren, verlandeten Weihers, der sie als Kesselmoor hinterlassen hat. Die im Normalfall etwa 2,8 Hektar große Wasserfläche kann bei längerer Trockenheit fast völlig versiegen. Darauf weist ebenfalls ihr Name hin, mit dem man in der Mundart des Landstrichs seichte, mit Wasser gefüllte Mulden bezeichnet.
Die Seacht’n liegt inmitten des „Machtlfinger Hügellands“, das das Gebiet zwischen dem Ammersee-Becken und dem Würmsee-Becken umschließt. Die reizvolle Landschaft mit ihrem Wechsel von Moränenhügeln und Senken entstand gegen Ende der Würm-Kaltzeit durch die Schubkraft des Isar-Loisach-Gletschers.
Um den Schutz und die Pflege von Flora und Fauna des FFH-Gebietes kümmern sich seit 1984 die Mitglieder der Ortsgruppe Andechs des Bundes Naturschutz. Unter anderem werden von ihnen im Frühjahr zu Beginn der Krötenwanderung Amphibienzäune aufgestellt, die Tiere abends eingesammelt und über eine Landstraße gebracht. Da die Vegetation um die Teiche ihre Nährstoffe ausschließlich über den Luftweg oder das Regenwasser erhält, wachsen hier zwar hauptsächlich genügsame, an das Hochmoor angepasste Pflanzen, die aber dennoch der Pflege bedürfen.
In den Sommermonaten sind Tausende von Schmetterlingen und Libellen, die hier ideale Lebensbedingungen vorfinden, ein Anziehungspunkt für Wanderer. Im Winter hingegen sind die schnell zufrierenden Teiche der Seacht’n das Ziel von Sportlern, die sich zum Eisstockschießen treffen.